# Вільярес-де-ла-Рейна
Вільярес-де-ла-Рейна (ісп. Villares de la Reina) — муніципалітет в Іспанії, у складі автономної спільноти Кастилія-і-Леон, у провінції Саламанка. Населення — 5701 особа (2010).
Муніципалітет розташований на відстані близько 180 км на захід від Мадрида, 4 км на північний схід від Саламанки.
На території муніципалітету розташовані такі населені пункти: (дані про населення за 2010 рік)
- Альдеасека-де-Армунья: 874 особи
- Полігоно-Індустріаль-лос-Вільярес: 32 особи
- Вільярес-де-ла-Рейна: 3793 особи
- Фуенте-Серрана: 40 осіб
- Ель-Ельмантіко: 962 особи

## Демографія
Динаміка населення (INE ):

## Зовнішні посилання
- Провінційна рада Саламанки: індекс муніципалітетів [Архівовано 23 квітня 2009 у Wayback Machine.]
- Посилання на Google Maps